# Астрономія в Еквадорі

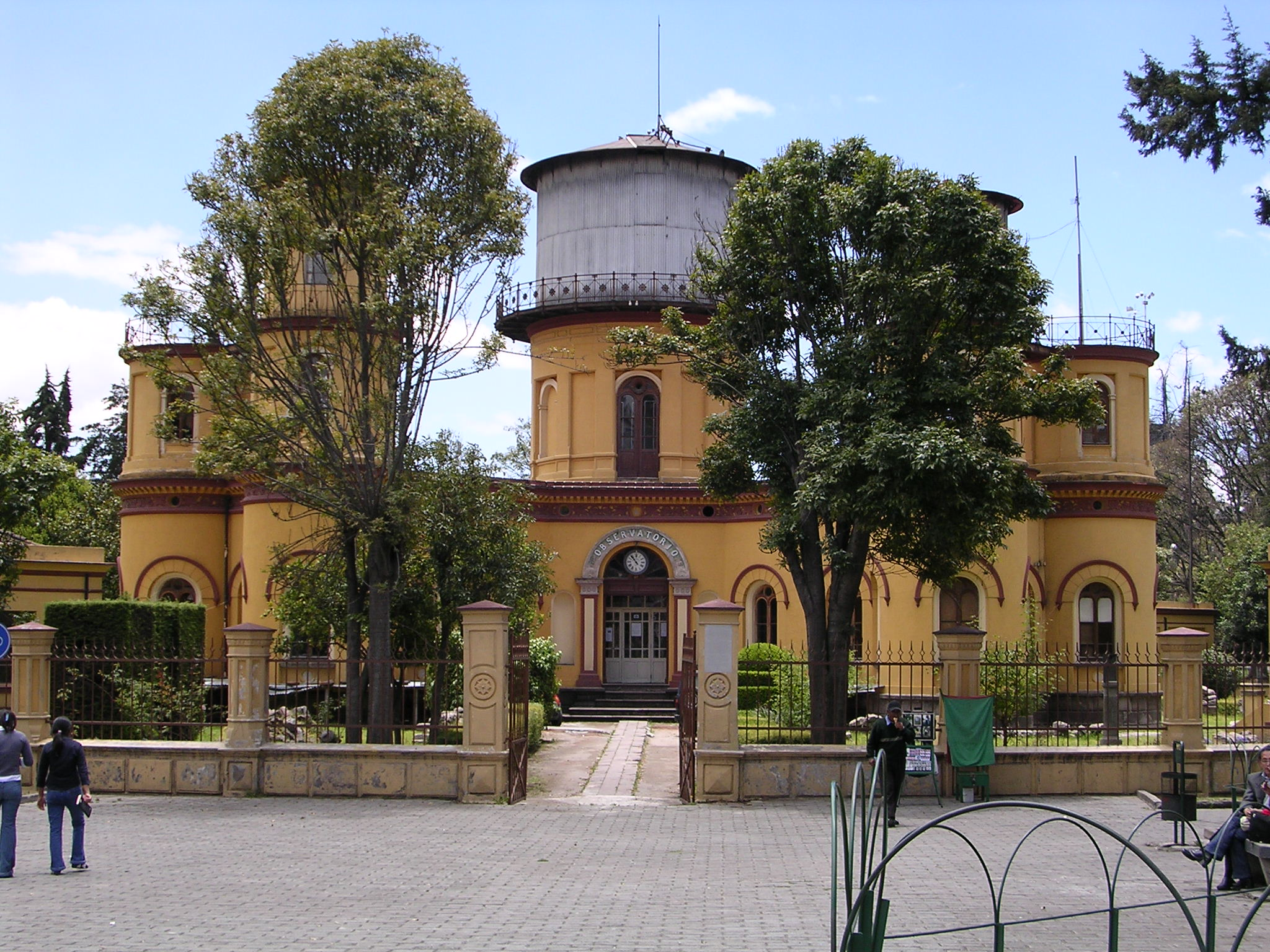
Астрономічна обсерваторія Кіто

Астрономія в Еквадорі представлена однією науковою установою (Астрономічною обсерваторією Кіто) та рядом просвітницьких установ (зокрема, 5 планетаріями).
До іспанського завоювання XVI сторіччя в Еквадорі панувала астрономія інків. У 1736—1739 роках в Еквадорі працювала Французька геодезична місія до екватору, яка зробила одне з перших вимірювань сплюснутості Землі. У 1873 році була заснована Астрономічна обсерваторія Кіто. У 2013 Еквадорське цивільне космічне агентство запустило в космос свій перший супутник NEE-01 Pegaso.

## Історія

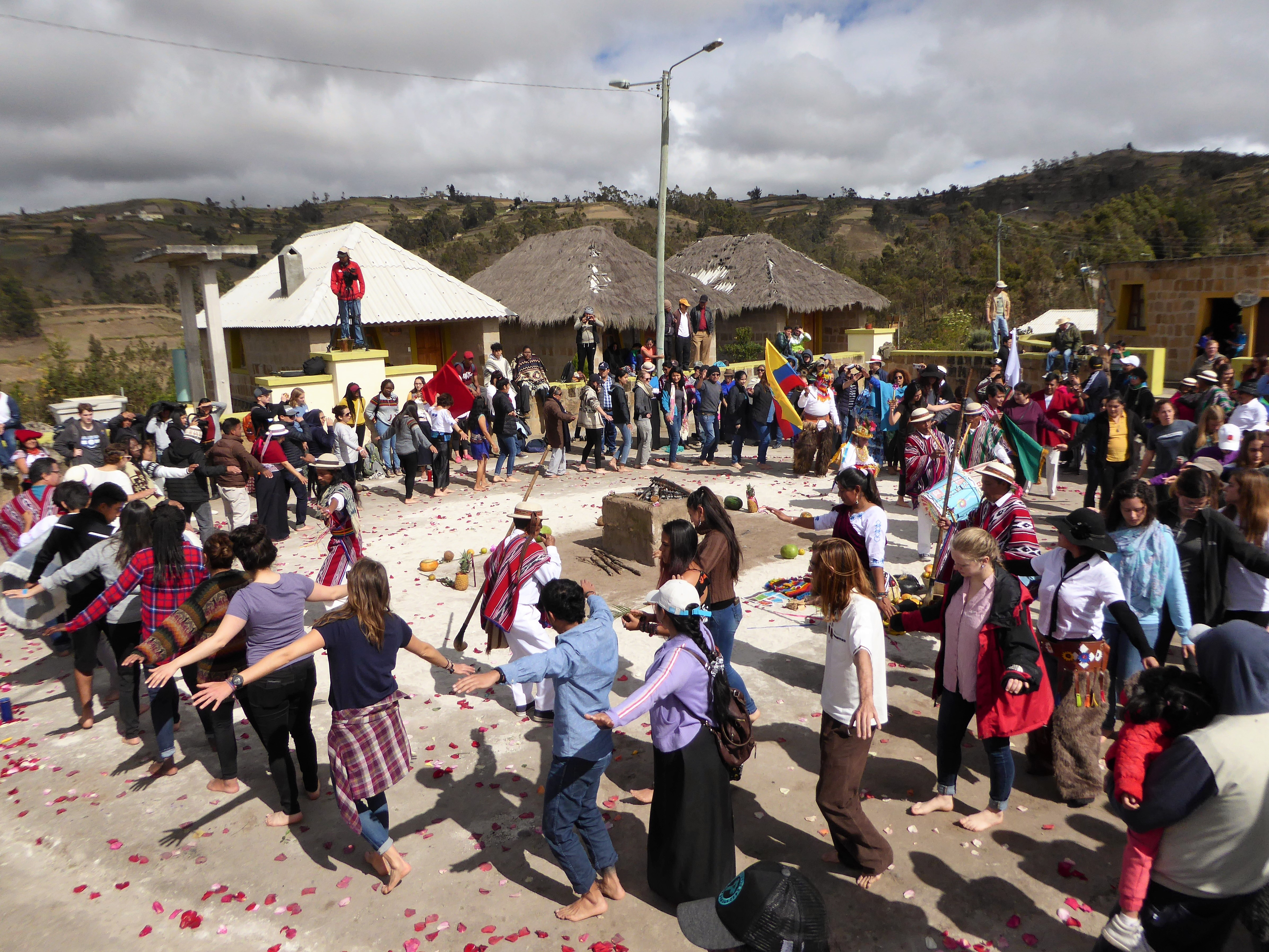
Святкування Інті-Раймі — стародавнього інкського свята на честь зимового сонцестояння

### Прадавня астрономія
Еквадор входив до складу імперії інків — народу, який мав досить розвинуті астрономічні знання, про які після іспанського завоювання 1532—1572 років збереглось досить мало інформації. Інкські астрономи спостерігали рух планет, комети, метеори, виділяли ряд сузір'їв — як складених із зір, так і специфічні саме для інкської культури «сузір'я», утворені газово-пиловими хмарами в Чумацькому Шляху. Свої астрономічні знання вони використовували для розрахунку календаря.
Багато еквадорців досі відзначають інкське свято зимового сонцестояння — Інті-Раймі.

### Новітня астрономія

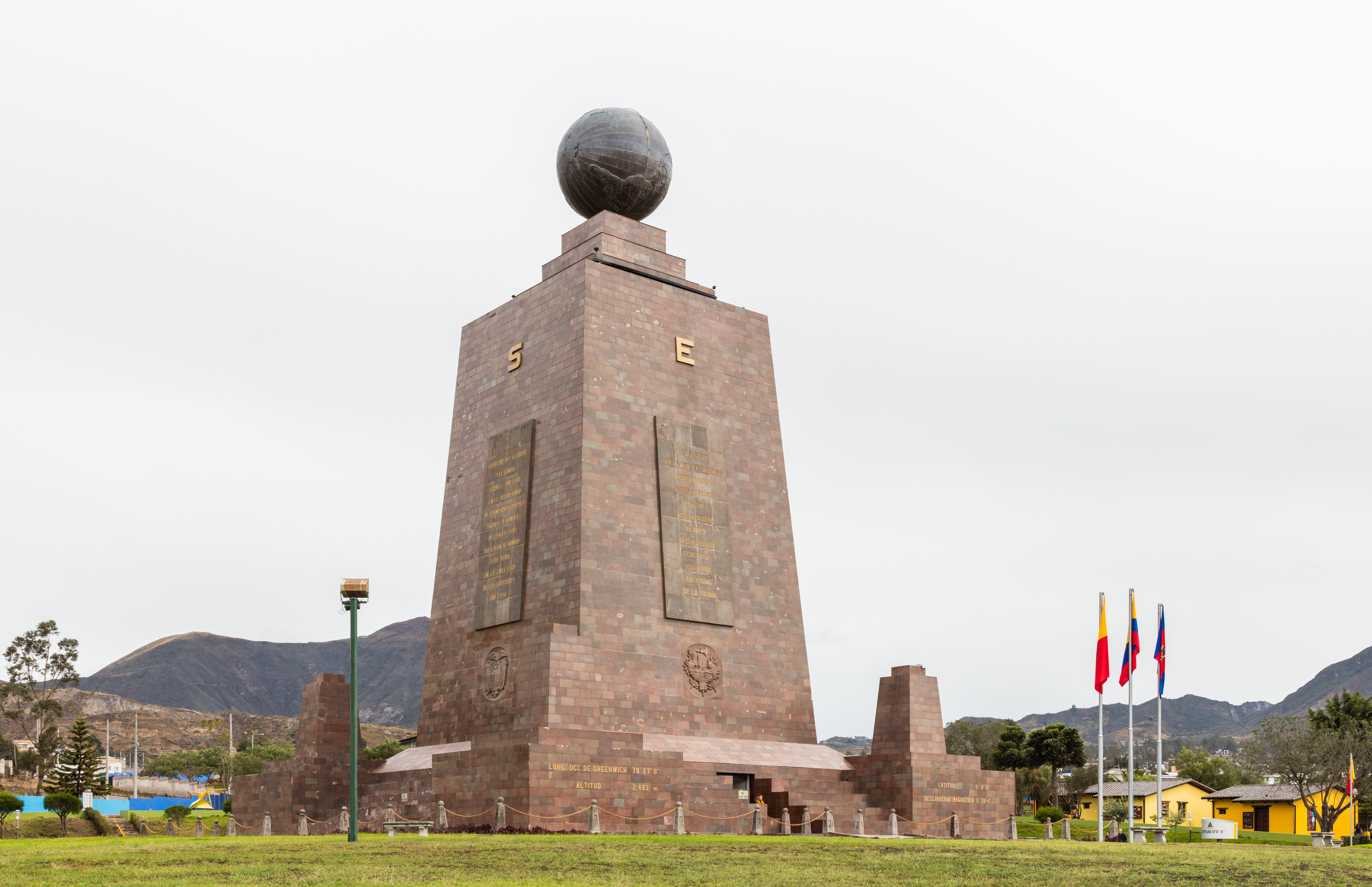
Монумент на честь Французька геодезична місія до екватору

У 1736—1744 роках в Еквадорі працювала Французька геодезична місія до екватору, яка виміряла дугу на поверхні Землі і таким чином змогла уточнити радіус Землі та зробити одне з перших вимірювань сплюснутості Землі.
Від 1870 року німецький астроном Хуан Баутіста Ментен почав викладати астрономію в Національній політехнічній школі в Кіто. А в 1873 році з ініціативи та значної підтримки президента Евадору Габріеля Гарсіа Морено, Ментен заснував Астрономічну обсерваторію Кіто, яка відтоді стала провідною астрономічною установою в країні.
У 1901-1906 роках в Еквадорі працювала ще одна французька геодезична місія.

## Наука

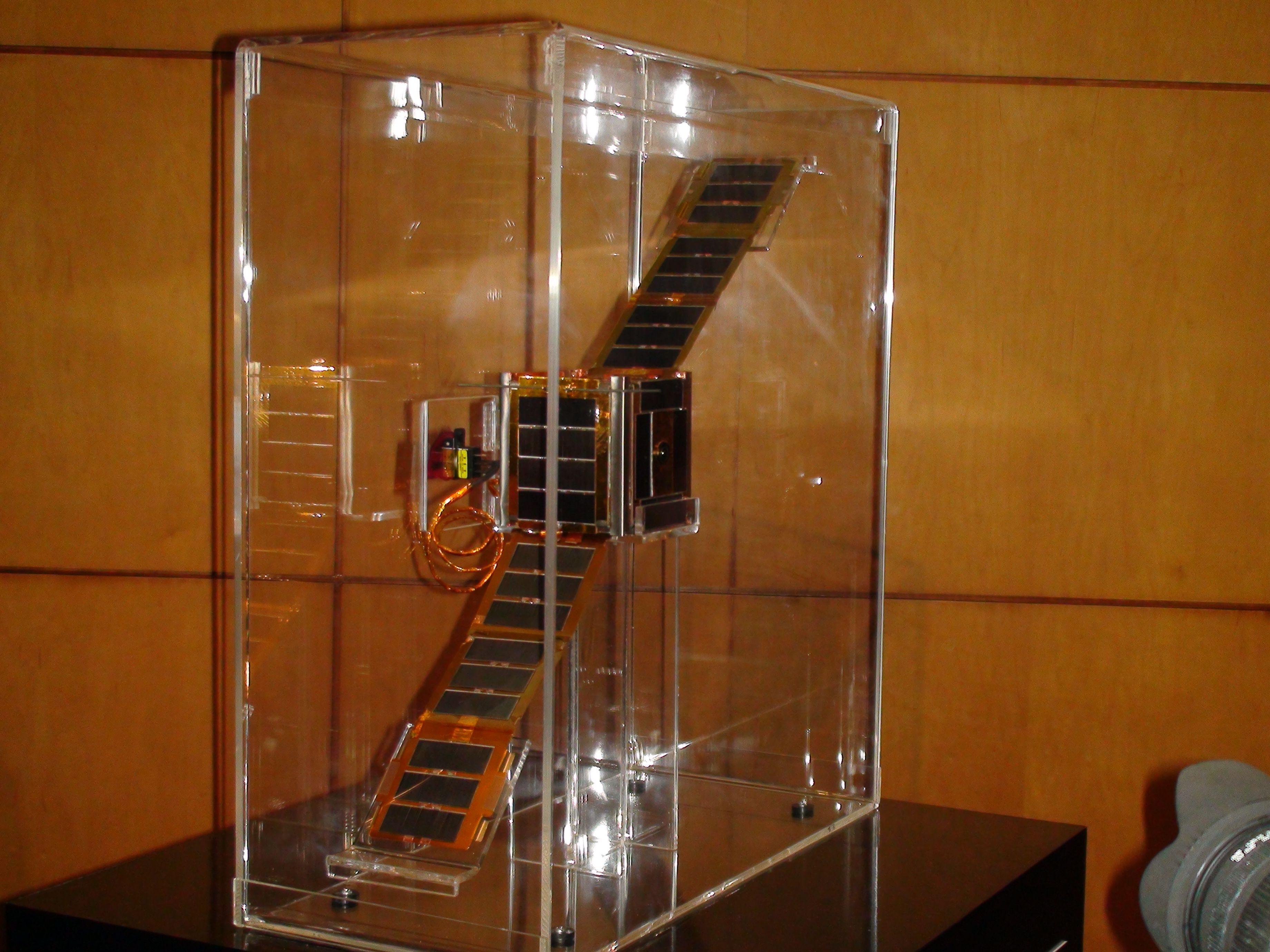
Перший еквадорський космічний супутник NEE-01 Pegaso

Астрономічна обсерваторія Кіто в XX столітті була активна в астрометрії та укладанні зоряних каталогів: завдяки екваторіальному розташуванню, вона допомагала порівнювати й об'єднувати каталоги, складені для південної і північної півкуль. Зараз через світлове забруднення у зросшому місті обсерваторія вже нездатна проводити якісні спостереження, і фокус її досліджень змістився в бік обчислювальної астрофізики.
Астрономією займаються близько 30 еквадорських науковців (станом на 2023). 9 з них є членами Міжнародного астрономічного союзу (станом на 2025). У Міжнародному астрономічному союзі Еквадор представляє Астрономічна обсерваторія Кіто.

## Космічні дослідження
В Еквадорі діє недержавне Еквадорське цивільне космічне агентство, яке, серед іншого, запустило в космос власні супутники NEE-01 Pegaso та NEE-02 Krysaor.

## Популяризація астрономії
Астрономічна обсерваторія Кіто є значною туристичною пам'яткою. Вона проводить для гостей екскурсії, телескопічні спостереження нічного. На території обсерваторії працює музей, в якому представлені історичні наукові інструменти.
В Еквадорі працюють 5 планетаріїв:
| Назва                                            | Оригінальна назва                                      | Місто            | Купол | Місць |
| ------------------------------------------------ | ------------------------------------------------------ | ---------------- | ----- | ----- |
| Науково-культурний центр Планетарій міста Куенка | Centro Cientifico Cultural Planetario Ciudad de Cuenca | Куенка           | 12 м  | 89    |
| Військовий географічний інститут                 | Instituto Geografico Militar                           | Кіто             | 23 м  | 280   |
| Океанографічний інститут Військово-морських сил  | Instituto Oceanografico de la Armada                   | Гуаякіль         | 20 м  | 302   |
| Планетарій Мітад-дель-Мундо                      | Planetario                                             | Мітад-дель-Мундо | 8 м   | 67    |
| Планетарій світу молоді                          | Planetario Mundo Juvenil                               | Кіто             | 10 м  | 80    |